# Юян-Туцзя-Мяоский автономный уезд
Юян-Туцзя-Мяоский автономный уезд (кит. упр. 酉阳土家族苗族自治县, пиньинь Yǒuyáng Tǔjiāzú Miáozú zìzhìxiàn) — автономный уезд города центрального подчинения Чунцин (КНР).

## География
Юян расположен в глубине гор Улиншань на высоте около 800 метров над уровнем моря, здесь царит влажный субтропический муссонный климат. 

## История
Уезд Юян был образован при империи Хань, но затем ликвидирован. При империи Цин существовала Юянская непосредственно управляемая область (酉阳直隶州).
Когда после Синьхайской революции образовалась Китайская республика, то в результате реформы структуры административного деления страны области были упразднены, и поэтому в 1913 году Юянская непосредственно управляемая область была преобразована в уезд Юян (酉阳县).
В 1983 году уезд Юян был преобразован в Юян-Туцзя-Мяоский автономный уезд провинции Сычуань.
В 1997 году уезд был передан под юрисдикцию Чунцина.

## Население
В уезде проживают представители таких национальных меньшинств, как мяо и туцзя.

## Административно-территориальное деление
Уезд делится на 14 посёлков и 25 волостей.
Посёлки: Таохуаюань (桃花源镇), Лунтань (龙潭镇), Маван (麻旺镇), Ючоу (酉酬镇), Даси (大溪镇), Синлун (兴隆镇), Хэйшуй (黑水镇), Динши (丁市镇), Гунтань (龚滩镇), Лиси (李溪镇), Ганьси (泔溪镇), Хоуси (后溪镇; переименован в Юшуйхэ, 现更名为酉水河镇), Цанлин (苍岭镇), Сяохэ (小河镇), Баньси (板溪镇).
Волости: Туши (涂市乡), Тунгу (铜鼓乡), Кэда (可大乡), Пяньбай (偏柏乡), Уфу (五福乡), Муе (木叶乡), Маоба (毛坝乡), Хуатянь (花田乡), Хоупин (后坪乡), Тяньгуань (天馆乡), Ицзюй (宜居乡), Ваньму (万木乡), Лянцзэн (两罾乡), Баньцяо (板桥乡), Гуаньцин (官清乡), Наньяоцзе (南腰界乡), Чэтянь (车田乡), Юйдэ (腴地乡), Цинцюань (清泉乡), Мяоси (庙溪乡), Ланпин (浪坪乡), Шуанцюань (双泉乡), Наньму (楠木乡).

## Экономика
Уезд является крупнейшей в мире базой по выращиванию полыни, из листьев которой выделяют артемизинин — эффективное средство против малярии. В Юяне ежегодно производят более 10 тыс. тонн сухих листьев полыни и получают почти 50 % мирового объема артемизинина. Выпускаемые здесь препараты на основе артемизинина экспортируют в Африку, Пакистан и другие страны и регионы мира. Фармацевтические и косметические предприятия, выпускающие артемизинин, средства по уходу за кожей, шампуни, препараты для укрепления иммунитета и корма, сосредоточены в промышленном парке «Баньси». По состоянию на 2022 год в Юяне насчитывалось семь предприятий, которые занимались контрактным выращиванием полыни на площади 4 тыс. га; возделыванием этой культуры были заняты 13 тыс. местных аграриев; уезд произвел полыни на сумму 109 млн юаней (15,01 млн долл. США), стоимость извлеченного артемизинина и его производных достигла около 120 млн юаней (16,53 млн долл. США).